# Une aventure de Salvator Rosa
Pour plus de détails, voir Fiche technique et Distribution.
Une aventure de Salvator Rosa (Un'avventura di Salvator Rosa) est un film italien réalisé par Alessandro Blasetti, sorti en 1939.

## Fiche technique
- Titre original : Un'avventura di Salvator Rosa
- Titre français : Une aventure de Salvator Rosa
- Réalisation : Alessandro Blasetti
- Scénario : Alessandro Blasetti, Renato Castellani, Corrado Pavolini (en), Ugo Scotti Berni et Giuseppe Zucca (en)
- Photographie : Václav Vích
- Montage : Alessandro Blasetti et Mario Serandrei
- Musique : Alessandro Cicognini
- Pays d'origine : Royaume d'Italie
- Format : Noir et blanc - 1,37:1 - Mono
- Genre : aventure
- Durée : 97 minutes
- Date de sortie : 1939

## Distribution
- Gino Cervi : Salvator Rosa
- Luisa Ferida : Lucrezia
- Rina Morelli : Isabella di Torniano
- Osvaldo Valenti : Lamberto d'Arco
- Ugo Ceseri : Giovanni
- Umberto Sacripante : le premier agriculteur
- Paolo Stoppa : le second agriculteur
- Mario Mazza : le troisième agriculteur
- Piero Pastore : le quatrième agriculteur
- Enzo Biliotti : Don Rodrigo D'Arcos
- Carlo Duse : le capitaine de la garde